# Municipio de Álamo Temapache

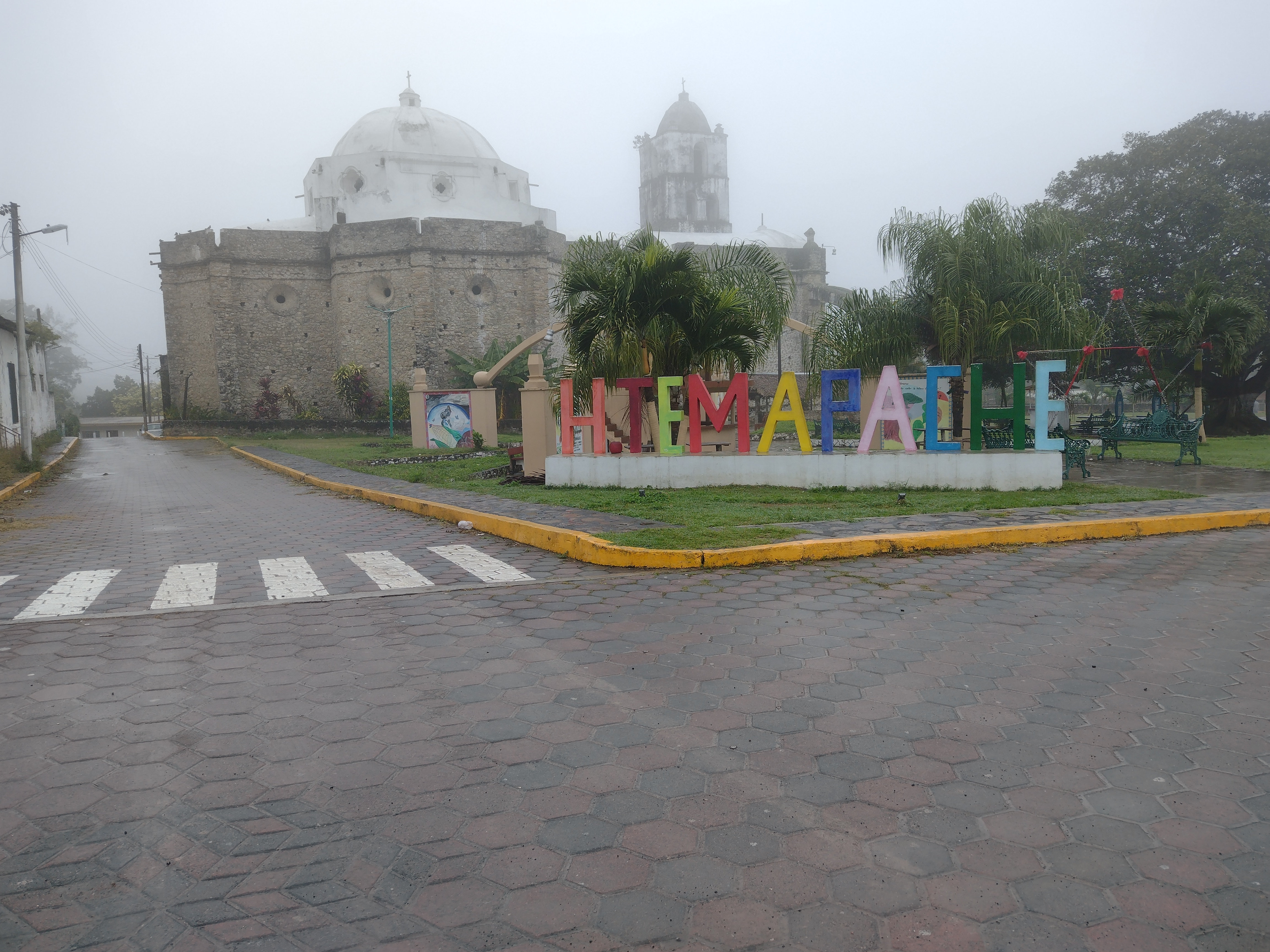
Temapache, localidad dentro del municipio.

El municipio de Álamo Temapache es uno de los 212 municipios que integran el estado mexicano de Veracruz. Está conformado por 328 localidades y su cabecera municipal es Álamo. El Censo de Población y Vivienda 2010 del Instituto Nacional de Estadística y Geografía (INEGI) registró una población total en el municipio de 104 499 habitantes.

## Generalidades
El nombre Temapache proviene del huasteco Tam-apachi-c, aunque algunos aseguran que proviene del náhuatl Tepapachin «En el mapache de piedra». Por medio del Acuerdo del 27 de mayo de 1837, Temapache formó parte del partido de Tuxpan en ese entonces perteneciente al departamento de Puebla. No obstante, el 1 de diciembre de 1853, el distrito de Tuxpan se agregó al departamento de Veracruz.
El municipio se localiza entre los paralelos 20°47′ y 21°12′ latitud norte, los meridianos 97°30′ y 97°56′ longitud oeste y a una altitud que varía entre los diez y los 500 metros. Limita al norte con los municipios de Tepetzintla, Cerro Azul y Tamiahua, al oeste con Ixhuatlán de Madero, Chicontepec y Tepetzintla, al sur con Tihuatlán, Castillo de Teayo, el municipio de Francisco Z. Mena del estado de Puebla e Ixhuatlán de Madero y al este con Tamiahua, Tuxpan y Tihuatlán.
Por otra parte, de acuerdo con el INEGI, los climas predominantes son el «subhúmedo con lluvias en verano» y «cálido húmedo con abundantes lluvias en verano». El municipio tiene un rango de temperaturas que va de los 22 a los 26 °C y uno de precipitación de 1400 a 1600 mm. Por otra parte, ocupa un total de 1279 kilómetros cuadrados, lo que representa el 1.77 % del total estatal. Se encuentra aproximadamente a 380 kilómetros por carretera de la capital del Estado.

## Municipalidad
Según la Ley Orgánica del Municipio Libre de Veracruz, los municipios cuentan con «personalidad jurídica y patrimonio propios, [y] será gobernado por un Ayuntamiento». Para la elección de diputados al Congreso de Veracruz, el municipio se ubica dentro del distrito electoral IV y su cabecera municipal es también cabecera del distrito. Asimismo, para la elección de diputados al Congreso de la Unión, Álamo Temapache se encuentra integrado en el distrito electoral federal III de Veracruz. El municipio está conformado por un total de 328 localidades, 324 rurales y cuatro urbanas.

### Demografía
De acuerdo con los datos del Censo de Población y Vivienda 2010 del INEGI, Álamo Temapache tenía un total de 104 499 habitantes. Por sus 1279 kilómetros cuadrados de superficie, el municipio tenía en ese año una densidad de población de 81.7 habitantes por kilómetro cuadrado. Del total de población, 51 618 eran hombres —49.40 %— y 52 881 mujeres —50.60 %—. Respecto a grupos de edad, 29 682 pertenecían a la población de 0 a 14 años, 65 757 a la de 15 a 64 años y 8628 a la de 65 años y más. La población del municipio representaba el 1.37 % del total de Veracruz y de las 328 localidades, una mayoría (236) tenía entre uno y 249 habitantes; 36 contaban con entre 250 y 499, 40 con entre 500 y 999, 12 con entre 1000 y 2499 y tres con entre 2500 y 4999. Solamente una alcanzaba más de 10 000 habitantes, la cabecera municipal, Álamo, que tenía 25 159 habitantes, por lo que el resto de las localidades albergaban 79 340 personas. Junto con Álamo, las localidades más habitadas eran: Potrero del Llano (4498 habitantes), Estero del Ídolo (3833 habitantes), Chapopote Núñez (2675 habitantes) y La Camelia (Palo Blanco) (2153 habitantes).
| Evolución de la población del municipio de Álamo Temapache (1995-2030) |
| |
| Población según los Censos Generales y Conteos de Población y Vivienda Proyecciones de la población de los municipios (2010-2030) Fuente: Instituto Nacional de Estadística y Geografía y Comisión Nacional de Vivienda. |

## Economía
En el Municipio de Álamo Temapache hace 76[¿cuándo?] años se empezó con un negocio de mezclilla y sombrero, este mismo fue uno de los principales y hasta la fecha uno de los más importantes y que sigue en pie a día de hoy el fundador de este negocio el Sr. Vicente Vera heredo el negocio a sus hijos y el principal heredero de este negocio y comerciante sucesor con lo aprendido en esta rama fue su único hijo también llamado como Vicente Vera.
Con el paso de los años la tienda fue adaptándose a los cambios en el marcado y añadiendo tela y camisa, esta vez una nueva persona se involucró en el negocio la Sr. Adela Vera igual hija de Don Vicente la cual empezó al igual que todos con el comercio.
Hoy los que están a pie de la tienda con unas modificaciones son la Sra. Luz María Vera Arrieta y el Sr. Vicente Vera, ellos siguen en la tienda y dando más cabida a nuevas historias. Durante todo este tiempo el mercado ha tenido modificaciones y la plaza también, así como el cambio de economía y aspectos estratégicos políticos para generar ingresos de estos
(Nelson De Visita,2021) Muestra y habla en un video acerca de la economía local y como se encuentra el mercado de hecho en su video se puede apreciar el mercado y el negocio de cual les hablo, así como la ciudad y los cambios efectuados a futuro.
Estas estrategias son aplicadas Según (AVC Noticias,2022) “ La acáldeza Lilia Vera Arrieta impulso un Festival Navideño para fomentar así el orgullo navideño y aumentar el turismo pues las calles principales están repletas de luces navideñas y adornos los cuales son de alto impulso llamativo”
En tanto a la economía según (Gobierno de Veracruz,2019) “Según datos del Censo Económico 2019, los sectores económicos que concentraron más unidades económicas en Álamo Temapache fueron Comercio al por Menor (1,205 unidades), Servicios de Alojamiento Temporal y de Preparación de Alimentos y Bebidas (549 unidades) y Otros Servicios Excepto Actividades Gubernamentales (523 unidades)”
Una de sus principales fuentes de economía es la naranja y lo que se puede hacer con ella en todo tipo, sin embargo, es tanto su productuvidad en este campo que tiene gran productividad y genera beneficio a los productores y agricultores de esta rama.